# Jordi Masó i Rahola
Jordi Masó i Rahola (Granollers, 1967) és un pianista i escriptor català.
El repertori de Jordi Masó és molt extens i inclou música de totes les èpoques i estils, amb una especial dedicació a la música del segle xx. El seu compromís amb la música contemporània l'ha portat a estrenar obres que alguns dels més importants compositors actuals li han dedicat. L'any 1993 va fer la primera gravació mundial de l'obra completa per a piano de Robert Gerhard per a la discogràfica Marco Polo que va ser unànimement elogiada per la crítica internacional: "Les interpretacions de Masó són magistrals, la seva articulació clara i el seu control de dinàmiques impecable.- BBC Music Magazine, novembre 1996". També ha gravat la monumental Sonata per a piano de Juli Garreta, les extraordinàries onze Sardanes per a piano de Josep Maria Ruera i altres obres d'Enric Morera, Déodat de Séverac, Joaquín Turina, Mario Castelnuovo-Tedesco, Paul Hindemith, Xavier Montsalvatge i Benet Casablancas. Ha enregistrat prop de 50 discos, a les discogràfiques Naxos, ASV, Metier (música d'Arthur Bliss), Stradivarius (obres de cambra de Gerhard), Picap, Anacrusi, Columna Música i La mà de guido.
En la seva vessant d'escriptor, ha conreat principalment els gèneres del conte i del microrelat. És el creador de La bona confitura, un espai virtual on es recullen més de 800 microrelats, tant d'autors catalans com d'autors en altres idiomes traduïts al català.

## Obra publicada
També ha publicat diversos llibres amb recopilacions de microrelats i contes breus i una novel·la:
- Els reptes de Vladimir. Editorial Males Herbes, 2010. ISBN 978-8499162775
- Catàleg de monstres. Alpina, 2012. ISBN 978-8480904605
- Les mil i una. Editorial Témenos, 2015. ISBN 978-8494419256
- Polpa. Editorial Males Herbes, 2016. ISBN 978-8494469947
- La biblioteca fantasma. Editorial Males Herbes 2018. ISBN 978-8494725890
- L'hivern a Corfú. Editorial Males Herbes, 2019. ISBN 978-8494917035
- Ambrosia. Editorial Males Herbes, 2020. ISBN 978-8412070590